# Ковальский, Яцек
Я́цек Кова́льский (пол. Jacek Kowalski, 1964, Познань) — польский искусствовед, поэт, бард
 и переводчик старофранцузской литературы на польский язык.

## Биография
Выпускник университета Адама Мицкевича в Познани, в настоящее время доцент на кафедре культурологии. Публикуется в газете Nasz Dziennik.
Лауреат XXIV Фестиваля песни в Кракове (1988). В своём творчестве придерживается поэзии сарматизма.
Лауреат Литературной премии имени Юзефа Мацкевича (2017) за книгу «Sarmacja. Obalanie mitów. Podręcznik bojowy». В 2019 году получил ежегодную награду Министерства культуры и национального наследия Польши.